# Lac Taïmyr
Pour les articles homonymes, voir Taïmyr.
Le lac Taïmyr (en russe : Таймырское озеро, Taïmyrskoïe ozero) est un lac du kraï de Krasnoïarsk, en Russie.
Le lac se trouve dans la péninsule de Taïmyr, dans le bassin du fleuve Taïmyr, près des monts Byrranga et près de l’océan Arctique. Le lac Taïmyr est recouvert de glace de la fin de septembre à juin. 

## Sources et bibliographie
- René Letolle et Laurent Touchart, Grands lacs d'Asie, éditions L'Harmattan, 1er janvier 1999, 232 p. (ISBN 9782296373822, lire en ligne), p. 24